# Damak Tolong Buho
Damak Tolong Buho is een bestuurslaag in het regentschap Serdang Bedagai van de provincie Noord-Sumatra, Indonesië. Damak Tolong Buho telt 665 inwoners (volkstelling 2010).